# Leili Pärnpuu
Leili Pärnpuu (Haapsalu, 30 gennaio 1950 – 5 febbraio 2022) è stata una scacchista estone, cinque volte vincitrice del campionato estone di scacchi femminile.
Ottenne il titolo di Maestro internazionale femminile nel 1990.

## Carriera sportiva
Nelle sue numerose partecipazioni al campionato estone di scacchi femminile Leili Pärnpuu vinse cinque medaglie d'oro (1975, 1979, 1980, 1986, 1990), dieci medaglie d'argento (1976-1977, 1984, 1991, 1993-1995, 2002, 2004, 2009), e sei di bronzo (1978, 1988, 1996, 2000–01, 2008).
Per l'Estonia ha partecipato a diverse Olimpiadi degli scacchi:
- Come terza scacchiera alle Olimpiadi degli scacchi del 1994 a Mosca (+1, =6, -2);
- Come terza scacchiera alle Olimpiadi degli scacchi del 1996 a Erevan (+5, =3, -3);
- Come prima scacchiera di riserva alle Olimpiadi degli scacchi del 1998 a Ėlista (+2, =3, -1);
- Come terza scacchiera alle Olimpiadi degli scacchi del 2000 a Istanbul (+2, =7, -2);
- Come seconda scacchiera alle Olimpiadi degli scacchi del 2002 a Bled (+6, =7, -0) - 2nd place;
- Come seconda scacchiera alle Olimpiadi degli scacchi del 2004 a Calvià (+5, =5, -3);
- Come prima scacchiera di riserva alle Olimpiadi degli scacchi del 2006 a Torino (+2, =3, -2);
- Come quarta scacchiera alle Olimpiadi degli scacchi del 2008 a Dresda (+1, =2, -3);
- Come terza scacchiera alle Olimpiadi degli scacchi del 2010 a Chanty-Mansijsk (+3, =3, -2).